# Ênio Ângelo Vecchi
Enio Angelo Vecchi (São Paulo) é um treinador brasileiro de basquetebol. Atualmente é técnico do Basket Osasco.
Enio treinou as Seleções Brasileiras feminina e masculina de basquete, assim como equipes de base da Seleção. Além disso, comandou antigas equipes como Telesp, de São Paulo, Pinheiros, também da capital paulista, Saldanha da Gama do Espírito Santo, Londrina, Palmeiras e Vasco-RJ. 

## Carreira
Em 2009, treinou a equipe do Joinville, de Joinville em Santa Catariana no campeonato do Novo Basquete Brasil.
Em 2010, treinou a equipe da AD Londrinense, de Londrina no Paraná, no campeonato do Novo Basquete Brasil
Em 2011, foi contratado para ser o técnico da seleção brasileira feminina de basquetebol, garantindo às meninas do Brasil uma vaga nos Jogos Olímpicos Londres 2012. No NBB 2010-2011 da Liga Nacional de Basquete, Enio treinou o CECRE/ADL de Vitória (ES).

### Palmeiras
Em 2013, foi contratado para treinar o Palmeiras.
No Palmeiras, foi o responsável por levar a equipe a uma disputa de playoff após 16 anos, chegando às quartas de final do Campeonato Paulista 2013. Na ocasião, o time perdeu justamente para a equipe que conquistaria o título, Paschoalotto/Bauru.
No NBB 2013/2014, Vecchi comandou, além do Palmeiras, a equipe do Espírito Santo Basquetebol, em substituição ao treinador João Batista.

### Basket Osasco
Ainda em 2014 passou a coordenar um novo projeto, sendo o comandante do Basquete Osasco, que foi um dos destaques do Paulista de Basquete (Série A2), terminando como vice-campeão. Nesse mesmo ano, o time conquistou o título dos Jogos Abertos do Interior.  
Em 2015, foi um dos destaques do Campeonato Paulista com seu Basquete Osasco, que terminou na quinta colocação, derrotando times de destaque, como o vice-campeão Mundial, Bauru Basket, além de Franca e Limeira. Com Vecchi no banco, o time conquistou a medalha de prata nos Jogos Regionais e o bicampeonato dos Jogos Abertos do Interior.   
Na temporada 2016, Enio Vecchi comandou a primeira experiência internacional do Basquete Osasco, na China, onde o time da Grande São Paulo sagrou-se vice-campeão do Torneio Quatro Nações. No Campeonato Paulista, a equipe voltou a figurar entre os destaques, vencendo times de ponta como Pinheiros, Paulistano, Bauru e Rio Claro. Também sob seu comando, o Basquete Osasco conquistou o título dos Jogos Regionais e o tricampeonato dos Jogos Abertos do Interior.
Em 2025 Enio Vecchi retornou ao time, agora Basket Osasco, para comandar a equipe adulto na Liga Ouro, divisão de acesso ao NBB CAIXA, e no Brasileirão CBB.

### São Paulo
De 2019 a 2023 esteve como assistente técnico do Basquetebol do São Paulo Futebol Clube, na Liga Ouro de Basquete e na NBB.
No Morumbi, foi campeão paulista em 2021 e da Champions League das Américas em 2022, além de vice-campeão Mundial em 2023, vice-campeão do NBB CAIXA nas temporadas 2020/2021 e 2022/2023, e vice-campeão Paulista em 2022.